# Okresní soud v Pardubicích
Okresní soud v Pardubicích je okresní soud se sídlem v Pardubicích, jehož odvolacím soudem je Krajský soud v Hradci Králové – pobočka v Pardubicích. Rozhoduje jako soud prvního stupně v trestních a civilních věcech, ledaže jde o specializovanou agendu (nejzávažnější trestné činy, insolvenční řízení, spory ve věcech obchodních korporací, hospodářské soutěže, duševního vlastnictví apod.), která je svěřena krajskému soudu.

## Budova
Okresní soud se nachází ve funkcionalistické čtyřkřídlé budově v ulici Na Třísle u řeky Chrudimky, která je stavebně spojena s vyšší jednokřídlou budovou původně finančního úřadu, později sloužící průmyslové škole chemické, jenž je sídlem místní pobočky krajského soudu (v září 2016 se sem přestěhovala z dosavadního nájmu v budově Plynostavu na Sukově třídě). Celý administrativní komplex postavil v letech 1931–1935 architekt Ladislav Machoň. Třípatrová budova okresního soudu s vnitřním dvorem má konkávně prohnuté fasády s výrazně vystupujícím rizalitem na jihozápadním nároží. Vnitřní uspořádání je poměrně jednoduché, každé křídlo má po svém obvodu chodbu, z níž se vstupuje do jednotlivých kanceláří a jednacích síní. Kromě bočního schodiště je hned u vstupního prostoru situováno hlavní dvouramenné schodiště se zachovanými detaily. Obě budovy jsou už od roku 1958 chráněny jako nemovitá kulturní památka.

## Soudní obvod
Obvod Okresního soudu v Pardubicích se zcela neshoduje s okresem Pardubice, patří do něj území všech těchto obcí:
Barchov •
Bezděkov •
Borek •
Brloh •
Břehy •
Bukovina nad Labem •
Bukovina u Přelouče •
Bukovka •
Býšť •
Časy •
Čeperka •
Čepí •
Černá u Bohdanče •
Dašice •
Dolany •
Dolní Roveň •
Dolní Ředice •
Dříteč •
Dubany •
Hlavečník •
Holice •
Holotín •
Horní Jelení •
Horní Ředice •
Hrobice •
Choltice •
Choteč •
Chrtníky •
Chvaletice •
Chvojenec •
Chýšť •
Jankovice •
Jaroslav •
Jedousov •
Jeníkovice •
Jezbořice •
Kasalice •
Kladruby nad Labem •
Kojice •
Kostěnice •
Křičeň •
Kunětice •
Labské Chrčice •
Lány u Dašic •
Lázně Bohdaneč •
Libišany •
Lipoltice •
Litošice •
Malé Výkleky •
Mikulovice •
Mokošín •
Morašice •
Moravany •
Němčice •
Neratov •
Opatovice nad Labem •
Ostřešany •
Ostřetín •
Pardubice •
Plch •
Poběžovice u Holic •
Poběžovice u Přelouče •
Podůlšany •
Pravy •
Přelouč •
Přelovice •
Přepychy •
Ráby •
Radhošť •
Rohovládova Bělá •
Rohoznice •
Rokytno •
Rybitví •
Řečany nad Labem •
Selmice •
Semín •
Sezemice •
Slepotice •
Sopřeč •
Sovolusky •
Spojil •
Srch •
Srnojedy •
Staré Hradiště •
Staré Jesenčany •
Staré Ždánice •
Starý Mateřov •
Stéblová •
Stojice •
Strašov •
Svinčany •
Svojšice •
Tetov •
Trnávka •
Trusnov •
Třebosice •
Turkovice •
Týnišťko •
Uhersko •
Úhřetická Lhota •
Újezd u Přelouče •
Újezd u Sezemic •
Urbanice •
Valy •
Vápno •
Veliny •
Veselí •
Vlčí Habřina •
Voleč •
Vysoké Chvojno •
Vyšehněvice •
Zdechovice •
Žáravice •
Živanice